# جراخور
جراخور (بالتركية العثمانية: جراخور)‏(بالتركية: Cerehor)‏ وتُنطق: "جيريهور"، هم جنود استخدمتهم الدولة السلجوقية وخاصة الدولة العثمانية للقيام بأعمال الخدمة الخلفية (الإسناد) مؤقتًا مقابل أجر معين. لا توجد معلومات مؤكدة حول كيفية ظهورها وتنظيمها. المعروف أن غياث الدين كيخسرو الثاني ومعين الدين سليمان استعانوا بهؤلاء الجنود المرتزقة. في الدولة العثمانية، كان الجراخور يُستخدمون عادةً في إصلاح القلاع، وبناء الطرق والجسور، والعمل في المناجم، والتجديف في السفن. كما أنهم كانوا مسؤولين عن نقل المدافع والذخائر العسكرية ومعدات المهترخانة خلال الحروب. مع مرور الزمن، تحولت خدماتهم إلى أعمال زراعية بأجور منخفضة، ولم يعد يُلاحظ وجودهم بعد القرن الثامن عشر.

## التسمية
في اللغة الفارسية، "جرا خور" (جراخور) تعني "من يأخذ الأجر أو المال مقابل العمل". الكلمة تتكون من جزئين:
- "جرا" تعني "أجر" أو "مال".
- "خور" تعني "من يأخذ" أو "من يستهلك".

وبذلك، معنى الكلمة: "شخص يأخذ أجرًا مقابل عمله"، وهو ما كان ينطبق على الجراخور الذين كانوا يعملون في الخدمة العسكرية مقابل أجر معين.

## نشأتهم ومهامهم
لا توجد معلومات مؤكدة حول كيفية نشأة الجراخور. وقد عرَّف المؤرخ الإيراني ابن بيبي هذه المجموعة بأسماء مثل إجرهُور، جيراهور، وإجراهور. استخدمهم غياث الدين كيخسرو الثاني عام 1243م في حربه ضد المغول، كما استعان بهم معين الدين سليمان في صراعه ضد السلطان قلج أرسلان الرابع.
أما أولى الإشارات إلى استخدام الجراخور في الجيش العثماني، فترجع إلى عهد أورخان غازي أو بعده بفترة قصيرة. ومن المعروف أن علي باشا الچاندرلي قام بجمع الجراخور من الأناضول والروملي وضمّهم إلى الجيش العثماني خلال معركة أنقرة عام 1402م، حيث واجه العثمانيون جيش تيمورلنك.
في عهد السلطان مراد الثاني، تم تعزيز القوات العثمانية النظامية بوحدات الجراخور. وبعد تأسيس فرقة الإنكشارية، أُدرج الجراخور ضمن فئة الجنود الإقليميين، مثل وحدات الغُرَباء، والعزب، والجانبازان (بالتركية: Canbâzân)‏(فئة عسكرية في الدولة العثمانية يتم تجنيدها فقط في أوقات الحرب).
كان الجراخور يُجنَّدون في الأصل على أساس التطوع، لكن في بعض الحالات كانوا يُجبرون على التجنيد قسرًا عند الحاجة. ولمنع حالات الفرار، كان يتم تعيين كفيل لكل جراخور لضمان التزامه بالخدمة.
في الفترات اللاحقة، تم توظيف الجراخور بشكل أساسي في إصلاح القلاع، بناء الطرق، والعمل في المناجم. وكانوا يُكلَّفون بهذه المهام مقابل إعفائهم من ضريبة "العوارض الديوانية" التي كانت تفرضها الدولة العثمانية على باقي السكان وهي الضريبة المالية والعينية والبدنية المفروضة على المجتمع في الحالات الطارئة.
في القرن السادس عشر، كان الجراخور يعملون مقابل راتب يومي قدره 4 آقجه. وخلال زلزال إسطنبول عام 1509م، تم تجنيد 37,000 جراخور من الأناضول و29,000 من الروملي للمساعدة في إصلاح المناطق المتضررة التي لحقت بالمدينة.
أما في القرن السابع عشر، فتشير الوثائق العثمانية إلى أن الجراخور كانوا يُستخدمون في مهام عسكرية ولوجستية متنوعة، مثل:
- شق الطرق خلال الحملات العسكرية.
- بناء القلاع وترميمها.
- تجفيف المستنقعات.
- حفر الخنادق.
- نقل ذخائر الجيش.
- المشاركة في بناء السفن.[2]

وكانت عملية تجنيد الجراخور مسؤولية عدد من الشخصيات في المناطق المعنية، وعلى رأسهم القضاة الذين كانوا يشرفون على جمعهم وإرسالهم إلى مواقع الخدمة في المنطقة المعنية.

## نهايتهم
مع مرور الوقت، تحوّلت مهام الجراخور إلى العمل في الزراعة أو البناء مقابل أجور زهيدة. وبعد القرن الثامن عشر، ندر وجودهم ولم يعد لهم دور يُذكر في النظام العسكري العثماني.